# Utopia Parkway
Utopia Parkway ist das zweite Album der amerikanischen Band Fountains of Wayne, veröffentlicht 1999 bei Atlantic Records. Benannt wurde es nach einer Straße im New Yorker Stadtteil Queens.
Als Chris Collingwood und Adam Schlesinger separat begannen, an den Texten für das Album zu arbeiten, hatten beide unabhängig voneinander die Idee, über Themen zu schreiben, die sie während ihrer Highschool-Zeit beschäftigt hatten. Wie schon auf dem ersten Album sind die Lieder mit witzigen Texten versehen oder zumindest mit einem Augenzwinkern zu betrachten, aber auch ernste Stücke sind hier wieder enthalten, etwa A Fine Day For a Parade, das von einer Frau handelt, die nach dem Verlust von zwei Familienangehörigen Probleme hat, in ihr Leben zurückzufinden, oder Troubled Times, in dem es um junge Liebe geht und das zum Lieblingslied vieler Fans wurde.
Zur ersten Single-Auskopplung Denise wurde ein Video gedreht, das zwar häufig im amerikanischen Musikfernsehen gezeigt wurde, aber die Verkaufszahlen des Albums nicht in die gewünschte Höhe trieb. Als Folge wurde die Band von Atlantic Records entlassen und löste sich vorübergehend auf, um sich über drei Jahre anderen Projekten zu widmen, bevor man wieder zusammenfand.

## Titelverzeichnis
1. Utopia Parkway
2. Red Dragon Tattoo
3. Denise
4. Hat and Feet
5. The Valley of Malls
6. Troubled Times
7. Go, Hippie
8. A Fine Day For a Parade
9. Amity Gardens
10. Laser Show
11. Lost in Space
12. Prom Theme
13. It Must Be Summer
14. The Senator's Daughter

## Singles
Aus dem Album wurden die drei untenstehenden Singles ausgekoppelt. Alle B-Seiten wurden 2005 auf dem Album Out-of-State Plates wiederveröffentlicht.

### Denise
1. Denise
2. I Know You Well
3. I'll Do the Driving (Originalversion)

### Red Dragon Tattoo
1. Red Dragon Tattoo
2. Today's Teardrops
3. Nightlight

### Troubled Times
Troubled Times erschien in zwei unterschiedlichen Formaten: Als Single für den internationalen und als EP für den japanischen Markt. Diese EP enthält zusätzlich zum gesamten Material der Single die beiden B-Seiten der Single Red Dragon Tattoo und das Stück I'll Do The Driving, das auf der Single Denise zu finden ist, dort jedoch in einer früheren Version. Da dieses Lied in Chris Collingwoods Wohnung aufgenommen wurde, klingt die Stimme in der Originalversion etwas gedämpft. Für die Wiederveröffentlichung auf der Troubled Times-EP wurde das bearbeitet.

#### Single
1. Troubled Times
2. You're Just Never Satisfied
3. These Days

#### EP
1. Troubled Times
2. I'll Do the Driving (Bearbeitete Version)
3. You're Just Never Satisfied
4. Today's Teardrops
5. Nightlight
6. These Days